# Смирнова-Іскандер Олександра Василівна
Олександра Василівна Смирн́ова-Іскандер (рос. Александра Васильевна Смирнова, псевдонім Іскандер; нар. 30 листопада 1896, Солчино — 2000, Санкт-Петербург) — українська і російська режисерка театру та кіно, педагогиня.

## Біографія
Народилася 18 [30] листопада 1896 року в селі Солчиному Зарайського повіту Рязанської губернії (тепер Луховицький район Московської області, Росія) в селянській сім'ї. 1903 року її батько отримав посаду артільника-касира в Російсько-Азіатському банку і перевіз сім'ю до Нового Маргелана, де в 1911 році Олександра закінчила семикласну гімназію із золотою медаллю і переїхала до Санкт-Петербурга для подальшого навчання.
У 1912—1917 роках навчалася на Вищих Бестужевських курсах; у 1914—1917 роках, одночасно з майбутнім чоловіком Олексієм Смирновим, навчалася у театральній студії В. Мейєргольда в Петрограді.
У 1918—1931 і 1934—1936 роках працювала в українських театрах:
- Першому театрі Української Радянської Республіки імені Шевченка;
- Київському українському драматичному театрі імені І. Франка;
- Харківському червонозаводському державному українському драматичному театрі ;
- у театрах Одеси, Чернігова, Донецька.

У 1934—1936 роках працювала у ленінградському театрі «Жовтень».
Одночасно у 1918—1922 роках викладала у київській кінодраматичній студії та у 1923—1927 роках у Музично-драматичному інституті імені М. В. Лисенка.
1938 року повернулася до Ленінграда, де разом з чоловіком очолила Сучасний театр. З 1941 по 1947 рік — художній керівник Лендержестради. У 1950-ті—1960-ті роки — режисер Ленінградської естради.
Померла у 2000 році.

## Творчість
Вистави
- «По дорозі в казку» О. Олеся;
- «Комуна в степах» М. Куліша;
- «Міщанин-шляхтич» Ж. Б. Мольєра;
- «Донна Жуаніта» Ф. Зуппе (1932, Ленінградський театр музикальної комедії).

На Одеській студії Всеукраїнського фотокіноуправління поставила фільм «Декабрюхов та Октябрюхов» (1928, сценарій В. Маяковського).
Автор книг спогадів: « В 1917 году», «В студии на Бородинской», «Дни испытаний», «О тех, кого помню».